# تپه شان کبود ۱۱۱
تپه‌شان کبود ۱۱۱ مربوط به عصر مفرغ است و در شهرستان ایلام، بخش مرکزی، دهستان میش خاص، روستای شان کبود واقع شده و این اثر در تاریخ ۲۶ اسفند ۱۳۸۷ با شمارهٔ ثبت ۲۶۰۲۴ به‌عنوان یکی از آثار ملی ایران به ثبت رسیده است.